# 通靈 (電視劇)
《通靈》（英語：The Man, the Ghosts and the Aliens (III)）是香港亞洲電視拍攝製作的時裝奇幻劇集，由梅小青監製，首播於1986年6月。主要演員有林國雄、葉玉萍、梅小惠、胡楓、楊得時、楊仲恩等。
本劇可被視為1984年劇集《天靈》及1985年劇集《靈界邊緣人》的姊妹作，三部劇集的英文劇名相同。

## 演員表

### 主要演員
| 演員   | 角色   | 暱稱/關係 |
| 林國雄 | 何子寧 | 子寧 何文彪之子，何子欣之兄 第1集為廣告公司職員，後與好友李克基合作出版一份以靈異題材為主的雜誌。 第6集與李克基合作的靈異雜誌出版，定名為《靈異怪錄》。 第15集與何子欣及莫倩瑩姊弟宿營，後尋獲一畫家遺骸 第20集結局企圖駕車撞牆自殺不果 |
| 梅小惠 | 何子欣 | 子欣 學生 何文彪之女，何子寧之妹 第1集被同學莫安邦扮鬼嚇倒受驚而衝出馬路，被何子寧駕車撞倒昏迷，蘇醒後有夢中預知的能力。 第1集預言何文彪同事德叔中鎗身亡 第2集預言傅小思被浸死 第5集夢見莫倩瑩被殺人犯追逐及何文彪被人開鎗擊中 第6集後失去夢中預知能力 第7集與一眾同學及李克基到粉嶺鬼屋靈探 第18集被鬼魂導演邀請作臨時演員 第19集救下一女童後被餓鬼上身，暴食而哽噎 第20集被鬼童追殺以致精神失常，入住精神病院後突發死亡(可能被鬼童嚇死) |
| 胡楓   | 何文彪 | 高級警員，第5集被鎗傷後退休 何子寧，何子欣之父 何嬌之弟 五年前曾處理張有明被殺案件 第5集為救被殺人犯追逐的莫倩瑩而被鎗傷，後雙腳癱瘓 第6集從醫院回家時在公路上遇到靈異輪椅並把其帶回家，第7集受靈異輪椅影響其思想後協助張有明報仇 第7集起可再次自行走動 第15集拾遺一隻可預視意外的老花眼鏡，後助眼鏡原來主人之子女避過車禍 第19集因過度思念亡姐以致精神崩潰，在馬路上行走時引起交通意外並墮崖身亡                                         |
| 鄭文霞 | 何嬌   | 何子寧，何子欣之姑媽 何文彪之姊 第1集於黃大仙求籤稱犯陰煞以致家宅不寧 第18集突然獲得治病異能，因過度使用異能後在家中猝死 |

### 其他演員
| 演員   | 角色                               | 暱稱/關係 |
| 葉玉萍 | 莫倩瑩                             | 莫安邦之姊 朱天娜之女 圖書館職員 於第3集遇上在街上暈倒的甘香娣，後被失控的車子撞倒送院，被甘香娣的鬼魂附身 第19集遇見勾魂小孩，後雖避過災難但難免禍及身邊的人 第20集覺得因自己命中有劫而害了其他人而割脈自殺死亡 於第3集登場                                                                                                |
| 葉玉萍 | 甘香娣(附身)                       | 甘帶福之女 患心漏症，於第3集在街上暈倒而遇上莫倩瑩，後死亡 鬼魂，為照顧甘帶福及為其送終而附身於莫倩瑩 於第4集離開莫倩瑩身體 |
| 楊得時 | 莫安邦                             | 何子欣之同學 莫倩瑩之弟 朱天娜之子 於第1集登場 |
| 楊仲恩 | 李克基                             | 何子寧之朋友 第6集與李克基合作出版名為《靈異怪錄》的靈異雜誌 第7集帶領何子欣之同學到粉嶺鬼屋靈探 第8集邀請余覺非之伯公到粉嶺鬼屋招靈 第16集修煉走火入魔以致靈魂出竅 第16集收到死神帖，後被Dr.Nelson企圖推出馬路不果 第17集於樓梯間被盜賊刀刺而死 於第3集登場                                                                |
| 馮真   | 朱天娜                             | 莫財之妻，莫倩瑩，莫安邦之母 醫院護士長 於第20集墜樓身亡 於第1集登場 |
| 李顯明 | 余覺非                             | 街頭流動小販 莫財之朋友 懷疑自己的說話有言靈之術可詛咒別人 《靈異怪錄》之讀者，第8集起為靈異雜誌社之雜工，後為撰稿員 於第2集登場 |
| 凌文海 | 莫財                               | 患夢遊症 朱天娜之夫，莫倩瑩，莫安邦之父 十多年前離家出走 余覺非之朋友 曾被懷疑其謀殺傅小思 第14集被新娘娃娃阿雪吸引，希望與其在一起而割脈自殺死亡 於第1集登場 |
| 方傑   | 陳剛／Dr. Nelson／Professor. Plato | 精神病人 對莫倩瑩有好感 多次神出鬼沒，後被找住送回精神病院 第17集自稱死神向受害者發死神帖及疑把受害者推出馬路引致其意外而死 第17集服毒自殺而死 於第2集登場 |
| 蘇慧瑜 | 余綺冰                             | 患精神分裂 於墳場遇見何子寧，自稱為鬼魂，並誤以為何子寧為莊士良 疑因玩弄感情而間接使莊士良跳樓自殺，後自稱會償還 第1集跳樓自殺死亡 於第1集登場 |
| 陳伯燊 | 陸醫生                             | Peter 精神科醫生 傅小思之男朋友 第2集何子欣治療精神及情緒問題 要求與傅小思分手不果，與其糾纏期間溺殺傅小思 第3集疑被傅小思鬼魂纏身及殺死 |
| 張天煒 | 林SIR                              | 督察 何文彪上司 於第1集登場 |
| 徐二牛 | 唐老師                             | 莫倩瑩之小學健教科老師 陳老師之夫 老年得一子名為唐家偉，於多年前因屙痢(患痢疾)死亡，但其兒子鬼魂仍與夫妻二人一同如常生活 在光仔阿嫲服毒自殺後收養光仔，實只為其兒子的替代品 於第8集登場 |
| 李麗麗 | 唐師母                             | 陳老師 莫倩瑩之小學音樂科老師 唐老師之妻 老年得一子名為唐家偉，於多年前因屙痢(患痢疾)死亡，但其兒子鬼魂仍與夫妻二人一同如常生活 在光仔阿嫲服毒自殺後收養光仔，實只為其兒子的替代品 於第8集登場 |
| 文澧玫 | Betty                              | 何子欣之同學 於第1集登場 |
| 李映彤 | 傅小思                             | 第2集發現其腐屍，何子欣夢見其被殺害時的情景 第3集纏身於陸醫生及把其殺死 |
| 李少強 | Jimmy                              | 何子欣之同學 於第1集登場 |
| 許英秀 | 甘帶福                             | 甘伯 甘香娣之父 因患眼疾而看不清別人樣貌，故分辨不出照顧他的甘香娣實為靈魂附身的莫倩瑩 於第4集病逝 於第3集登場 |
| 曾美玲 | Brenda                             | 何子欣之同學 於第1集登場 |
| 鄧有祺 | Billy                              | 何子欣之同學 於第1集登場 |
| 李力群 | Richard                            | 何子欣之同學 於第1集登場 |
| 唐品昌 | 李家祥                             | 警員 於第1集登場 |
| 祁安鵬 | 光仔                               | 祥嫂之孫兒 疑似弱能人士 樣貌與唐家偉相似，被莫倩瑩誤認為唐家偉的鬼魂 被唐老師夫婦收養，實只為其兒子的替代品 第12集疑似被唐家偉奪舍 於第9集登場 |
| 黎萱   | 祥嫂                               | 光仔阿嫲 第10集因跌倒後生活困難及不想與光仔分離而與光仔一同服毒自殺，後死亡 於第10集登場 |
| 祁安業 | 小流氓                             | 經常欺凌光仔 於第11集墜樓身亡 於第9集登場 |
| 良鳴   | 伯公                               | 陳伯 余覺非之伯公 內地精神科醫生 第8集受李克基邀請到鬼屋招靈，幫助鬼讀者申冤 第10集作法幫助何子欣解決被陳子遠纏繞事件 第16集回鄉養病 第19集病逝 於第5集登場 |
| 蔡國慶 | 六指老伯                           | 鬼讀者 粉嶺鬼屋屋主，40年前被報章冤稱其殺害妻兒後放火自焚，但其鬼魂稱實為其妻子所為 第6集起把匿名信寄往靈異雜誌社，希望能為其翻案 第7集因不滿ㄍ靈異怪錄》沒刊出冤案真相而把其稿件燒毀 第8集引導余覺非到靈異雜誌社應徵，後因余覺非之伯公為其招魂而洞悉冤案真相，在《靈異怪錄》中刊出，並在雜誌為其申冤後致信鳴謝 於第7集登場 |
| 夏玉麟 | 黃經理                             | 出版社經理 於第7集登場 |
| 羅耀雄 | 陳子遠                             | 原子塵 何子欣及莫安邦之舊同學 已移居英國 於第9集返港，實已於半年前死亡 第10集其鬼魂要求帶走何子欣，後事情因余覺非之伯公作法而解決 於第9集登場 |
| 陳棟   | 鄭創生                             | 李克基之友 莎拉之前男友，因知道莎拉之父為巫師後分手 被莎拉下詛咒使其接近其他女性時頭部極痛 與莫倩瑩已死的未婚夫李大衛樣貌相似 第13集要求莎拉解咒不果,與其一同撞車同歸於盡 於第11集登場 |
| 吳香倫 | 莎拉                               | 尼泊爾巫師 下詛咒使接近鄭創生之女性產生幻覺以致死於非命 第13集與鄭創生一同撞 於第12集登場 |
| 馬熙澄 | 楊滔                               | |
| 韓江   | 楊志                               | |
| 陳東   | 馬子豪                             | |
| 蔡金枝 | 阿雪                               | 新娘娃娃 於第14集登場 |
| 李子奇 | 鍾啟發                             | 何子寧及與李克基雜誌社之同行 第17集收到死神帖後疑被Dr.Nelson推下火車軌被輾斃 於第17集登場 |
| 陳麗雲 | 師太                               | 於第17集登場 |

## 重播
2022年11月起，亞視將本劇上載至旗下官方YouTube頻道內，並可免費觀賞。

## 外部連結
- 影史庫-通靈 （页面存档备份，存于）